# Dobkovice
Dobkovice (en allemand : Topkowitz) est une commune du district de Děčín, dans la région d'Ústí nad Labem, en Tchéquie. Sa population s'élevait à 657 habitants en 2021.

## Géographie
Dobkovice se trouve sur la rive gauche de l'Elbe, à 7 km au sud de Děčín, à 30 km au nord-est d'Ústí nad Labem et à 74 km au nord de Prague.
La commune est limitée par Malšovice au nord, par Děčín et Těchlovice à l'est, et par Povrly au sud et à l'ouest.

## Histoire
La première mention écrite du village date de 1383.

## Administration
La commune se compose de trois quartiers :
- Dobkovice
- Poustka
- Prosetín

## Transports
Par la route, Dobkovice se trouve à 11 km de Děčín, à 17 km d'Ústí nad Labem et à 105 km de Prague.